# Governatori coloniali e presidenti della presidenza di Madras
Quella che segue è una lista di governatori, agenti e presidenti di Madras, inizialmente sotto la tutela della Compagnia britannica delle Indie orientali e poi sotto il governo inglese sino alla fine del periodo coloniale nel 1947.

## Agenti inglesi
Nel 1639, la garanzia del territorio di Madras agli inglesi venne definita per iscritto tra il rappresentante inglese della fabbrica di Masulipatnam, Francis Day ed il raja di Chandragiri. L'agenzia di Madras venne aperta ufficialmente il 1º marzo 1640 e Andrew Cogan venne nominato primo agente. Il titolo ufficiale era quello di "Governatore di Fort St. George". Cogan prestò servizio nel suo incarico per tre anni e venne succeduto poi da Francis Day. Dopo quattro agenti che si susseguirono, Madras venne elevata a presidenza durante la reggenza di Aaron Baker. Ad ogni modo le condizioni finanziarie costrinsero la compagnia delle indie a riportare la presidenza al livello di agenzia poco dopo. L'agenzia sopravvisse sino al 1684 quando Madras venne riportata al grado di presidenza. Streynsham Master è il più noto degli agenti di Madras.
| Agenti |                                            |                   |                   |                                                                  |
| 1      | Andrew Cogan                               | 1º marzo 1640     | 1643              | - Inizio della costruzione di Fort St. George                    |
| 2      | Francis Day (1605–1673)                    | 1643              | 1644              |                                                                  |
| 3      | Thomas Ivie (1605–1673)                    | 1644              | 1648              | - Fondazione del Government General Hospital                     |
| 4      | Thomas Greenhill (1611–1658)               | 1648              | 1652              |                                                                  |
| 5      | Aaron Baker (1610–1683)                    | 1652              | 1655              |                                                                  |
| 6      | Thomas Greenhill (1611–1658)               | 1655              | 1658              |                                                                  |
| 7      | Sir Thomas Chambers (m. 1692)              | 1658              | 1661              |                                                                  |
| 8      | Sir Edward Winter (1622–1686)              | 1661              | agosto 1665       |                                                                  |
| 9      | George Foxcroft (1634–1715)                | agosto 1665       | 16 settembre 1665 |                                                                  |
| 10     | Sir Edward Winter (1622–1686)              | 16 settembre 1665 | 22 agosto 1668    |                                                                  |
| 11     | George Foxcroft (1634–1715)                | 22 agosto 1668    | gennaio 1670      | - Triplicane viene annessa a Madras                              |
| 12     | William Langhorne, I baronetto (1631–1715) | gennaio 1670      | 27 gennaio 1678   |                                                                  |
| 13     | Streynsham Master (1640–1724)              | 27 gennaio 1678   | 3 luglio 1681     | - Costruzione della St. Mary's Church e del tempio di Kalikambal |
| 14     | William Gyfford                            | 3 luglio 1681     | 8 agosto 1684     |                                                                  |

## Presidenti
Madras venne elevata a presidenza nel 1684 e rimase tale sino al 12 febbraio 1785 quando nuove regole e regolamenti proposti dal Pitt's India Act riformarono l'amministrazione della Compagnia delle Indie orientali con l'eccezione di un periodo di governo di tre anni da parte dei francesi (1746-1749) nei quali Madras venne elevata a governatorato. 
Successivamente, Elihu Yale, che entrò in carica l'8 agosto 1684, divenne il primo presidente di Madras. Elihu Yale, Thomas Pitt e George Macartney furono anch'essi presidenti a Madras.
| Nome                                   | Inizio incarico                | Fine incarico     |
| -------------------------------------- | ------------------------------ | ----------------- |
| Elihu Yale (prima volta) (formalmente) | 8 agosto 1684                  | 26 gennaio 1685   |
| William Gyfford                        | 26 gennaio 1685                | 25 luglio 1687    |
| Elihu Yale (seconda volta)             | 25 luglio 1687                 | 3 ottobre 1692    |
| Nathaniel Higginson                    | 3 ottobre 1692                 | 7 luglio 1698     |
| Thomas Pitt                            | 7 luglio 1698                  | 18 settembre 1709 |
| Gulston Addison                        | 18 settembre 1709              | 17 ottobre 1709   |
| Edmund Montague (formalmente)          | 17 ottobre 1709                | 14 novembre 1709  |
| William Fraser                         | 14 novembre 1709 (formalmente) | 11 luglio 1711    |
| Edward Harrison                        | 11 luglio 1711                 | 8 gennaio 1717    |
| Joseph Collett                         | 8 gennaio 1717                 | 18 gennaio 1720   |
| Francis Hastings (formalmente)         | 18 gennaio 1720                | 15 ottobre 1721   |
| Nathaniel Elwick                       | 15 ottobre 1721                | 15 gennaio 1725   |
| James Macrae                           | 15 gennaio 1725                | 14 maggio 1730    |
| George Morton Pitt                     | 14 maggio 1730                 | 23 gennaio 1735   |
| Richard Benyon (governatore)           | 23 gennaio 1735                | 14 gennaio 1744   |
| Nicholas Morse                         | 14 gennaio 1744                | 10 settembre 1746 |

## Governatori della Compagnia delle Indie orientali francesi
Nel 1746, il vice di Dupleix, La Bordannais pose assedio a Madras e catturò la città. Per i successivi tre anni, Madras rimane sotto il governo francese, sino al 1749, quando tornò agli inglesi sulla base delle condizioni del Trattato di Aix-la-Chappele. La Bordannais rimase in servizio per alcuni mesi sino alla nomina del governatore francese Jean-Jacques Duval d'Eprémesnil, il quale rimase in servizio sino al 1749 quando Madras tornò sotto il governo britannico.
| Nome                                 | Inizio incarico   | Fine incarico  |
| ------------------------------------ | ----------------- | -------------- |
| Mahé de La Bourdonnais (formalmente) | 10 settembre 1746 | 2 ottobre 1746 |
| Jean-Jacques Duval d'Eprémesnil      | 2 ottobre 1746    | agosto 1749    |

## Presidenti della Compagnia britannica delle Indie orientali
Nel periodo compreso tra il 1746 ed il 1749, quando Madras si trovava sotto il governo francese, gli inglesi organizzarono il governo provvisorio da Fort David, attuale Porto Novo. Nel 1752, quando Madras era ormai tornata agli inglesi, l'allora presidente di Madras, John Saunders, spostò la sede del governo da Fort David a Madras. Gli inglesi ottennero diversi territori nel corso del XVIII secolo, in particolare dopo la vittoria sui francesi nella battaglia di Wandiwash del 1761. Nel 1785, la provincia di Madras venne istituita ufficialmente ed il suo presidente venne elevato al rango di governatore. 
| Nome                                                 | Inizio incarico   | Fine incarico     |
| ---------------------------------------------------- | ----------------- | ----------------- |
| John Hinde (a Fort David)                            | 10 settembre 1746 | 14 aprile 1747    |
| Charles Floyer (a Fort David)                        | 14 aprile 1747    | 19 settembre 1750 |
| Thomas Saunders (a Fort David sino al 5 aprile 1752) | 19 settembre 1750 | 14 gennaio 1755   |
| George Pigot (1ª volta)                              | 14 gennaio 1755   | 14 novembre 1763  |
| Robert Palk                                          | 14 novembre 1763  | 25 gennaio 1767   |
| Charles Bourchier                                    | 25 gennaio 1767   | 31 gennaio 1770   |
| Josias Du Pré                                        | 31 gennaio 1770   | 2 febbraio 1773   |
| Alexander Wynch                                      | 2 febbraio 1773   | 11 dicembre 1775  |
| George Pigot (2ª volta)                              | 11 dicembre 1775  | 23 agosto 1776    |
| George Stratton                                      | 23 agosto 1776    | 31 agosto 1777    |
| John Whitehill (1ª volta) (formalmente)              | 31 agosto 1777    | 8 febbraio 1778   |
| Sir Thomas Rumbold                                   | 8 febbraio 1778   | 6 aprile 1780     |
| John Whitehill (2ª volta) (formalmente)              | 6 aprile 1780     | 8 novembre 1780   |
| Charles Smith (formalmente)                          | 8 novembre 1780   | 22 giugno 1781    |
| George MaCartney                                     | 22 giugno 1781    | 12 febbraio 1785  |

## Governatori (dell'India britannica)
| Nome                                                                              | Inizio incarico   | Fine incarico     |
| --------------------------------------------------------------------------------- | ----------------- | ----------------- |
| George MaCartney                                                                  | 12 febbraio 1785  | 14 giugno 1785    |
| Alexander Davidson (formalmente)                                                  | 14 giugno 1785    | 6 aprile 1786     |
| Sir Archibald Campbell                                                            | 6 aprile 1786     | 7 febbraio 1789   |
| John Holland (formalmente)                                                        | 7 febbraio 1789   | 13 febbraio 1790  |
| Edward J.Holland (formalmente)                                                    | 13 febbraio 1790  | 20 febbraio 1790  |
| William Medows                                                                    | 20 febbraio 1790  | 1 agosto 1792     |
| Sir Charles Oakeley                                                               | 1 agosto 1792     | 7 settembre 1794  |
| Robert Hobart, barone Hobart                                                      | 7 settembre 1794  | 21 febbraio 1798  |
| George Harris (formalmente)                                                       | 21 febbraio 1798  | 21 agosto 1798    |
| Edward Clive, II barone Clive                                                     | 21 agosto 1798    | 30 agosto 1803    |
| Lord William Henry Cavendish-Bentinck                                             | 30 agosto 1803    | 11 settembre 1807 |
| William Petrie (formalmente)                                                      | 11 settembre 1807 | 24 febbraio 1808  |
| George Barlow, I baronetto                                                        | 24 febbraio 1808  | 21 maggio 1813    |
| John Abercrombe (formalmente)                                                     | 21 maggio 1813    | 16 settembre 1814 |
| Hugh Elliot                                                                       | 16 settembre 1814 | 10 giugno 1820    |
| Sir Thomas Munro                                                                  | 10 giugno 1820    | 10 luglio 1827    |
| Henry Sullivan Graeme (formalmente)                                               | 10 luglio 1827    | 18 ottobre 1827   |
| Stephen Rumbold Lushington                                                        | 18 ottobre 1827   | 25 ottobre 1832   |
| Sir Frederick Adam                                                                | 25 ottobre 1832   | 4 marzo 1837      |
| George Edward Russell (formalmente)                                               | 4 marzo 1837      | 6 marzo 1837      |
| John Elphinstone, XIII lord Elphinstone                                           | 6 marzo 1837      | 24 settembre 1842 |
| George Hay, VIII marchese di Tweeddale                                            | 24 settembre 1842 | 23 febbraio 1848  |
| Henry Dickinson (formalmente)                                                     | 23 febbraio 1848  | 7 aprile 1848     |
| Sir Henry Eldred Pottinger                                                        | 7 aprile 1848     | 24 aprile 1854    |
| Daniel Eliott (formalmente)                                                       | 24 aprile 1854    | 28 aprile 1854    |
| George Harris, III barone Harris                                                  | 28 aprile 1854    | 28 March 1859     |
| Sir Charles Edward Trevelyan                                                      | 28 marzo 1859     | 8 giugno 1860     |
| William Ambrose Morehead (1ª volta) (formalmente)                                 | 8 giugno 1860     | 5 luglio 1860     |
| Sir Henry George Ward                                                             | 5 luglio 1860     | 2 agosto 1860     |
| William Ambrose Morehead (2ª volta) (formalmente)                                 | 4 agosto 1860     | 18 febbraio 1861  |
| Sir William Thomas Denison (1ª volta)                                             | 18 febbraio 1861  | 26 novembre 1863  |
| Edward Maltby (formalmente)                                                       | 26 novembre 1863  | 18 gennaio 1864   |
| Sir William Thomas Denison (2ª volta)                                             | 18 gennaio 1864   | 27 marzo 1866     |
| Francis Napier                                                                    | 27 marzo 1866     | 19 febbraio 1872  |
| Alexander John Arbuthnot (formalmente)                                            | 19 febbraio 1872  | 15 maggio 1872    |
| Lord Hobart                                                                       | 15 maggio 1872    | 29 aprile 1875    |
| William Rose Robinson (formalmente)                                               | 29 aprile 1875    | 23 novembre 1875  |
| Richard Temple-Nugent-Brydges-Chandos-Grenville, III duca di Buckingham e Chandos | 23 novembre 1875  | 20 novembre 1880  |
| William Patrick Adam                                                              | 20 dicembre 1880  | 24 maggio 1881    |
| William Huddleston (formalmente)                                                  | 24 May 1881       | 5 November 1881   |
| Mountstuart Elphinstone Grant Duff                                                | 5 November 1881   | 8 dicembre 1886   |
| Robert Bourke, I barone Connemara                                                 | 8 dicembre 1886   | 1 dicembre 1890   |
| John Henry Garstin                                                                | 1 dicembre 1890   | 23 gennaio 1891   |
| Beilby Lawley, III barone Wenlock                                                 | 23 gennaio 1891   | 18 marzo 1896     |
| Sir Arthur Elibank Havelock                                                       | 18 marzo 1896     | 28 dicembre 1900  |
| Arthur Russell, II barone Ampthill (1ª volta)                                     | 28 dicembre 1900  | 30 aprile 1904    |
| James Thompson (formalmente)                                                      | 30 aprile 1904    | 13 dicembre 1904  |
| Arthur Russell, II barone Ampthill (2ª volta)                                     | 13 dicembre 1904  | 15 febbraio 1906  |
| Sir Gabriel Stokes (formalmente)                                                  | 15 febbraio 1906  | 28 marzo 1906     |
| Sir Arthur Lawley                                                                 | 28 marzo 1906     | 3 novembre 1911   |
| Sir Thomas David Gibson-Carmichael                                                | 3 novembre 1911   | 30 marzo 1912     |
| Sir Murray Hammick (formalmente)                                                  | 30 marzo 1912     | 30 ottobre 1912   |
| John Sinclair, I barone Pentland                                                  | 30 ottobre 1912   | 29 marzo 1919     |
| Sir Alexander Gordon Cardew                                                       | 29 marzo 1919     | 10 aprile 1919    |
| Freeman Freeman-Thomas, I barone Willingdon                                       | 10 aprile 1919    | 12 aprile 1924    |
| Sir Charles George Todhunter (formalmente)                                        | 12 aprile 1924    | 14 aprile 1924    |
| George Goschen, II visconte Goschen                                               | 14 aprile 1924    | 29 giugno 1929    |
| Sir Norman Edward Majoribanks (formalmente)                                       | 29 giugno 1929    | 11 novembre 1929  |
| Sir George Frederick Stanley (1ª volta)                                           | 11 novembre 1929  | 16 maggio 1934    |
| Sir Muhammad Usman Sahib Bahadur (formalmente)                                    | 16 maggio 1934    | 16 agosto 1934    |
| Sir George Frederick Stanley (2ª volta)                                           | 16 agosto 1934    | 15 novembre 1934  |
| John Erskine, lord Erskine (1ª volta)                                             | 15 novembre 1934  | 18 giugno 1936    |
| Kurma Venkata Reddy Naidu (formalmente)                                           | 18 giugno 1936    | 1 ottobre 1936    |
| John Erskine, lord Erskine (2ª volta)                                             | 1 ottobre 1936    | 12 marzo 1940     |
| Arthur Oswald James Hope                                                          | 12 marzo 1940     | 26 febbraio 1946  |
| Sir Henry Foley Knight (formalmente)                                              | 26 febbraio 1946  | 5 maggio 1946     |
| Sir Archibald Edward Nye                                                          | 5 maggio 1946     | 15 agosto 1947    |